# Lynde McCormick
Die Lynde McCormick, auch Lynde McCormick, (Kennung: DDG-8) war ein Zerstörer der Charles-F.-Adams-Klasse in Diensten der United States Navy.

## Geschichte
Die Lynde McCormick wurde 1957 bei der Defoe Shipbuilding Company in Auftrag gegeben und lief auf der Werft in Bay City, Michigan, 1959 von Stapel, wobei sie von Admiral McCormics Tochter Lillian getauft wurde. 1961 erfolgte die Indienststellung.
Die erste Einsatzfahrt des Schiffes begann 1962 und führte die Lynde McCormick in japanische Gewässer. 1964 verlegte der Zerstörer bereits, um am Vietnamkrieg teilzunehmen, eine weitere Fahrt folgte 1966. Hierbei kamen die Geschütze der Lynde McCormick bei Küstenbeschießungen zum Einsatz, später leistete sie Radarüberwachung für Flugzeugträger auf Yankee Station. Den Jahreswechsel 1966/1967 verbrachte sie schließlich in der Werft, wo die erste Überholung anstand. Noch 1967 folgte der nächste Einsatz im Pazifik, dabei ereignete sich im Dezember eine Explosion an Bord, während das Schiff im Hafen von Sasebo lag, die zwei Seeleute verletzte.
1988 nahm die Lynde McCormick an der Operation Praying Mantis teil, wobei sie eine iranische Ölplattform mit ihren Geschützen in Brand schoss.
1992 wurde die Lynde McCormick aus dem Schiffsregister gestrichen und als Kraftwerk in der Bucht von San Francisco eingesetzt. Am 24. Februar 2001 wurde das Schiff schließlich in einer Übung als Zielschiff versenkt.